# Povijest Dominikanske Republike
Dominikanska Republika (španjolski: República Dominicana) je država u Karibima, koja zauzima dvije trećine otoka Hispaniole. 
Taíno su bila indijanska plemena porodice Arawakan naseljena u vremenima otkrića na otocima Velikih Antila. Kultura Taíno Indijanaca, čije je porijeklo u području južnoameričkog Orinoca javila se na području Velikih Antila njihovom seobom u vremenskom periodu od 650 do 900 godine. 
Otok Hispaniolu otkrio je Kristofor Kolumbo 5. prosinca 1492. Područje današnje Dominikanske Republike bilo je španjolska kolonija do 1795. godine, kada je postalo francuska kolonija do 1809. godine. Nakon toga je dvadesetak godina, ponovno pripadalo Španjolskoj. 
Haiti je na čelu s Jean-Pierreom Boyerom okupirao područje Dominikanske Republike i vladao njime do 1844. godine. To je bilo razdoblje brutalne vojne vladavine, za vrijeme koje su Dominikanci osjećali veliko nezadovoljstvo i shvatili su, da se razlikuju od Haićana po "jeziku, rasi, religiji i domaćim običajima."
La Trinitaria je bila tajna organizacija. koja je vodila borbu za nezavisnost Dominikanske Republike u 19. stoljeću. La Trinitariu je osnovao Juan Pablo Duarte 16. srpnja 1838. godine u kući Juana Isidra Pérez de la Paza. Neki od prvih članova bili su Juan Isidro Perez, Pedro Alejandro Pina, Jacinto de la Concha, Felix María José María Ruiz, Serra, Benito Gonzalez, Felipe Alfau i Juan Nepomuceno Ravelo. Dana 16. siječnja 1844., La Trinitaria je objavila manifest o neovisnosti, a potom je borba za neovisnost dobila potreban zamah. Nakon mnogih bitaka i prolivene krvi, Dominikanska Republika je rođena 27. veljače 1844., ostvarivši neovisnost od Haitija. Rat za neovisnost Dominikanske Republike (odvijao se od 1843. do 1849. godine.
Pedro Santana bio je predsjednik Dominikanske Republike u razdoblju od 1844. do 1848., zatim od 1853. do 1856. i od 1858. do 1861. Vladao je kao beskrupolozni diktator. Bio je uvjeren da zemlja može biti zaštićena od Haitija samo uz stranu zaštitu pa je i zbog prijetnje kolapsa i bankrota predao državu pod španjolsku vlast 1861. godine. Ubrzo je izbio rat za nezavisnost, nakon kojeg je Dominikanska Republika ponovno bila neovisna od 1865. godine do 1916. godine. U to razdoblju istaknuo se Ulises Heureaux, poznat kao Lilís, koji je bio predsjednik 1882. – 1883., 1887., i 1889. – 1899.
Monroeva doktrina objavljena je 1823. od strane američkog predsjednika Jamesa Monroa. Dokument je zamišljen kao protivljene europskom kolonijalizmu. Kasnije je doktrina tumačena kao pravo SAD-a, da intervenira u zemljama Južne Amerike kao i u Srednjoj Americi. Tako je među ostalim, SAD okupirao Dominikansku Republiku od 1916. do 1924. U to vrijeme, brzo je napredovao Rafael Leónidas Trujillo, koji je kasnio postao zloglasni i okrutni predsjednik Dominikanske Republike od 1930. – 1938. i ponovno od 1942. do 1952. Kada mu je završio drugi mandat, postao je diktator i vladao do 1961. Bio je strašno vlastohlepan, a svi porivi su zadovoljeni kada je svrgnuo predsjednika Horatia Vasqueza. Osnovao je posebnu tajnu službu koja je zatvarala, ubijala ili proganjala svu oporbu. Sukobljavao se i s Haitijem, a godine 1937. naredio je dominikanskim vojnicima odmazdu, kada su napravili masakr nad 20,000 radnika na plantažama šećerne trske. Protiv diktatorskog režima Rafaela Trujilla djelovale su i sestre Mirabal kao političke aktivistice skupine "Leptiri" (španj. Las Mariposas). Dana 25. studenog 1960. poslao je tajnu policiju da ih likvidira i inscenira prometnu nesreću, međutim narod se nakon tog događaja dodatno razbijesnio, te je ta brutalna likvidacija ojačala pokret protiv njegovog režima. Ubijen je 1961. godine. 
SAD je ponovno okupirao Dominikansku Republiku 1965. – 1966. Nakon toga slijedilo je razdoblje mira, koje je obilježio Joaquín Balaguer, koji je bio predsjednik od 1960. do 1962, od 1966. do 1978. i 1986. do 1996. Od 1996. godine u Domikanskoj Republici značajno se razvila demokracija i završila je politika izolacionizma. Narastao je broj emigranata pa ih u SAD-u ima preko milijun ljudi.